# گوئرنی‌مایند
گوئرنی‌مایند (به انگلیسی: Gwernymynydd) یک منطقهٔ مسکونی در بریتانیا است که در فلینتشر واقع شده‌است. گوئرنی‌مایند ۱٬۱۴۱ نفر جمعیت دارد.